# Димитър Райчанов
Димитър Георгиев Райчанов е български революционер, деец на Вътрешната македоно-одринска революционна организация.

## Биография
Димитър Райчанов е роден през 1865 година в западномакедонския град Ресен, тогава в Османската империя, днес в Северна Македония. Присъединява се към ВМОРО през 1899 година, докато се намира по работа в Цариград. През 1900 година се връща в Ресен и става куриер на местния войвода Никола Кокарев. В 1902 година убива Алита Норче от Грънчари и минава в нелегалност, влизайки в четата на Кокарев. В 1903 година е организационен стражар в селата Курбиново, Претор, Райца и Подмочани, а по време на Илинденско-Преображенското въстание е ранен двукратно. След получената амнистия се легализира, но многократно е малтретиран от турските власти. След 1912 година, когато родният му край попада в Сърбия, е изтезаван и от новите сръбски власти.
На 29 март 1943 година, като жител на Ресен, подава молба за народна пенсия, която е одобрена и отпусната от Министерския съвет на Царство България.